# Sfakia (gemeente)

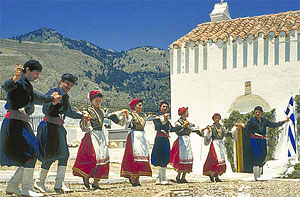
Traditionele dans in Sfakiá.

Sfakia (Grieks: Σφακιά) is een Griekse gemeente en bergachtige regio in het zuidwesten van het Griekse eiland Kreta, in het departement Chania. Gemeentezetel en belangrijkste plaats is Chora Sfakion.

## Gebied
Sfakia is de grootste en op het eiland Gavdos na de dunstbevolkte gemeente van Kreta. Het strekt zich uit over een groot gebied dat onder andere de Lefka Ori omvat, een gebergte met ruim honderd pieken en vele kloven. Het is een van de weinige onaangetaste gebieden van Kreta. De bewoners zijn onafhankelijk en traditioneel ingesteld.
De regio meet ongeveer veertig kilometer van oost naar west, van de Tripitikloof in het westen tot het fort van Frangokastello en het dorpje Skaloti in het oosten. In het noorden valt de Askifoshoogvlakte onder de gemeente. In het zuiden vormt de Libische Zee de grens. Aan de zuidkust bevinden zich verscheidene kloven, onder meer de Samaria-, Aradena- en Imbroskloof.
Door de Lefka Ori was Sfakia lang een afgelegen en moeilijk toegankelijk gebied. De Imbroskloof was de belangrijkste toegang van de noordkust naar de dorpen aan de Libische Zee. De aanleg van een weg van de Askifoshoogvlakte naar Chora Sfakion ontsloot het gebied. Een tweede uitvalsweg loopt langs de kust naar het oosten, naar de aangrenzende gemeente Finikas. In 2006 is een derde toegangsweg aangelegd, deze loopt van Asi Gonia en Kallikratis in de bergen naar Kapsodassos en Frangokastello aan de kust.

## Bestuurlijk
De gemeente werd in 1997 gevormd door negen gemeenten die tot dan toe de provincie Sfakia hadden gevormd, o.a. Patsianos met de wijk Frangokastello.